# 라디오 디톡스 백영옥입니다
라디오 디톡스 백영옥입니다는 소설가 백영옥의 진행으로 매일 새벽 2시부터 3시까지 MBC 표준FM에서 방송되었던 라디오 프로그램이다. 2018년 10월 7일 자로 1년 만에 폐지되었다.

## 코너
- mini 메시지
- 사연과 신청곡
- 딥 톡스 (Deep Talks)
- 토 : 여행 디톡스
- 일 : 씨네디톡스

## 진행자
- 소설가 백영옥 (여)